# Kalanchoe tomentosa
Kalanchoe tomentosa es una planta de la familia de las crasuláceas, endémica de Madagascar y usada por su interés ornamental. Toda ella está cubierta de una fina vellosidad blanca (el tomento), dándole un aspecto afelpado. Por esto, recibe el nombre común de planta panda u oreja de gato.

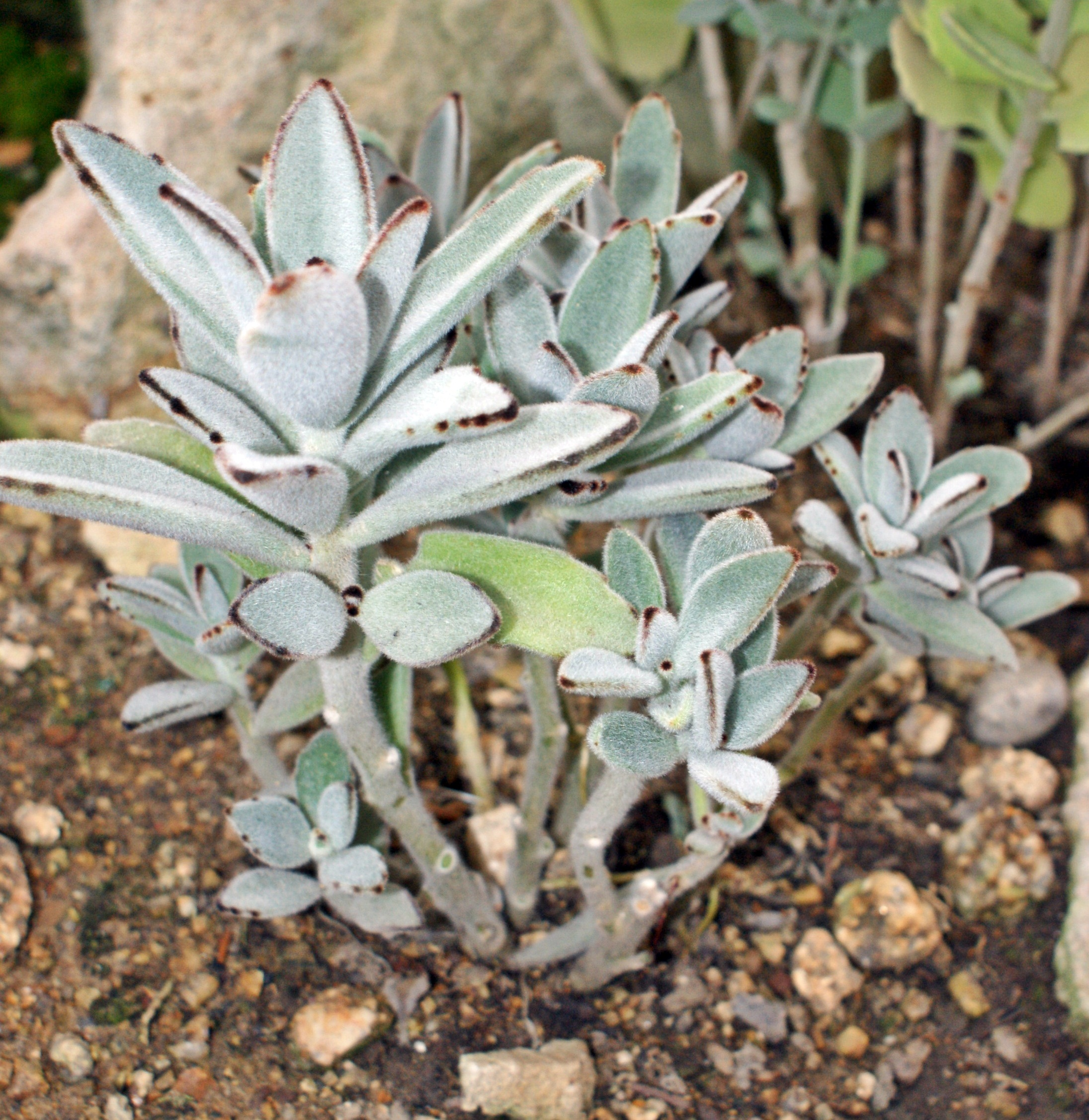
Vista de la planta

## Características
Es una planta suculenta de lento crecimiento, aunque puede alcanzar el metro de altura. Los tallos son robustos, ramificados en la base y densamente afelpada, y desarrollan leñosidad con la edad. En las terminaciones de los tallos forma inflorescencias de forma tubular, color salmón o rosado. Florece en primavera. Las flores salen en una panícula estrecha de unos 30 cm de largo, con ramas cimosas, la parte superior cerrada y de muchas flores, de color blanco verdoso.
Las hojas son sésiles, carnosas y oblongo-lanceoladas, de 5 a 7 cm de largo, con un haz cóncavo y algo aquilladas en el envés. La zona apical está cubierta de manchas marrón oscuro, que coinciden con el grueso dentado de los márgenes. Están cubiertas con una gruesa capa de pelos blanquecinos a verdes (tricomas) en el centro, excepto en las puntas que presentan varias muescas poco profundas con pelos de color marrón que le dan un aspecto atractivo.
La densa cobertura de pelos realiza una función vital para la planta en forma de conservación del agua. En el medio seco en el que vive, debe conservar la poca agua que puede absorber del suelo. La densa estera de pelos que crece sobre la hoja retrasa el movimiento del aire directamente a través de la superficie de la hoja, reduciendo así la pérdida de vapor de agua (transpiración). La «cámara de aire» creada por los numerosos tricomas también aísla la hoja de su duro entorno externo. Además, el aspecto blanco-plateado de las hojas refleja la luz, disminuyendo las posibilidades de sobrecalentamiento de las hojas.

## Cultivo
Esta especie se suele cultivar como planta de interior por la peculiaridad de su aspecto más que por sus pequeñas flores. Al igual que el resto de las crasuláceas, requiere riegos moderados, una temperatura invernal que no baje de los 5 °C, un sustrato bien drenado con adición de turba o mantillo de hojas y una posición soleada o semisombreada.

## Taxonomía
Kalanchoe tomentosa fue descrita por John Gilbert Baker   y publicado en Journal of Botany, British and Foreign 20: 110. 1882.
Etimología
Kalanchoe: nombre genérico  que se supone fue nombrado por una de sus especies (posiblemente Kalanchoe spathulata ) y su nombre chino 伽蓝菜  /  伽蓝菜 jiāláncài , cantonés  ga Salaam-choi. Una segunda explicación se deriva del nombre de las antiguas palabras indias:  Kalanka = "manchas, óxido" y chaya = de.
tomentosa: epíteto latino que significa "peluda".
Sinonimia
- Bryophyllum triangulare Blanco[3]